# 고삐발톱꼬리왈라비
고삐발톱꼬리왈라비(Onychogalea fraenata)은 캥거루과에 속하는 멸종위기종 유대류의 일종이다. 오스트레일리아 퀸즐랜드주의 군데 고립된 장소에서 발견되는 작은 왈라비로 개체수가 감소 추세에 있다. 현재, 야생에서의 전체 성체 개체수를 1,100마리 이하로 추산하고 있다.

## 특징
이 작은 왈라비의 이름은 2가지 구별되는 특징때문에 붙여졌다. 하나는 어깨 주변에 목 뒤부터 아래로 이어지는 흰 "고삐" 모양의 선과 꼬리 끝의 뿔 모양 돌출부이다. 그리고 또다른 주요 신체적 특징으로 어깨뼈 사이의 목 뒷쪽 아래로 이어지는 검은색 줄무늬와 큰 눈, 그리고 뺨 위의 흰 줄무늬를 포함하고 있으며, 이런 특징들은 다른 왈라비 종에서도 종종 보인다.
고삐발톱꼬리왈라비는 몸길이가 최대 1m까지 성장하며, 꼬리는 몸길이의 절반 정도이고 몸무게는 4~8kg이다. 암컷은 수컷보다 다소 작다. 꼬리의 돌출부는 3~6mm 정도이며, 부분적으로 털이 덮여 있다. "못꼬리" 또는 "발톱꼬리"(nail-tail)라는 명칭은 2종의 왈라비, 북부발톱꼬리왈라비와 초승달발톱꼬리왈라비(1956년 멸종된 것으로 선언된 종)에게 공통적으로 적용되는 특징이다.

## 분포 및 서식지

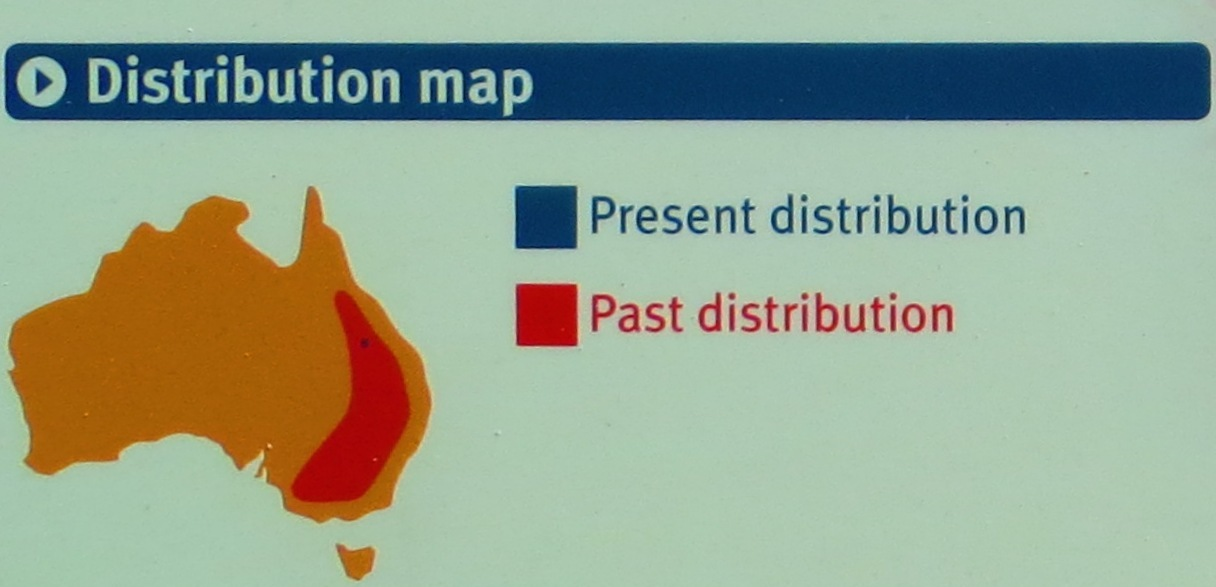
고삐발톱꼬리왈라비의 과거와 현재의 분포 지역을 보여 주는 지도

유럽인들의 오스트레일리아 이주 시기에 고삐발톱꼬리왈라비는 오스트레일리아 동부 지역 해안선을 따라 이어지는 모든 지역부터 그레이트디바이딩산맥 서부 지역까지 흔했다. 19세기 박물학자들은 이 종들이 빅토리아주 머리강 지역부터 시작하여 뉴사우스웨일스주 중부 지역을 거쳐 퀸즐랜드주 차터스 타워스까지 분포했다고 보고했다.
19세기말과 20세기 초에 개체수가 감소하였고, 1937년부터 1973년 사이에는 어떤 관찰도 확인되지 않아 당시에는 멸종된 것으로 간주했다. 잡지에서 오스트레일리아의 멸종 종에 관한 기사를 읽은 후에, 한 부동산 업자가 퀸즐랜드 주 딩고 근처 토지에서 현존하는 개체를 목격했다고 보고했다. 이어서 연구자들이 퀸즐랜드 공원 및 야생보호 지역에서 이 관찰 결과를 확인했으며, 결국 이 토지는 이 멸종위기종의 보전과 보호 과정을 책임지는 목적의 과학적인 자연 보호구인 타운튼 국립공원이 되었다.
현재 이 왈라비의 분포 지역은 초기 분포 지역의 5% 이하이다.